# Casasola de Arión
Casasola de Arión ist ein Ort und eine spanische Gemeinde (municipio) mit 215 Einwohnern (Stand: 2024) im Zentrum der Provinz Valladolid in der Autonomen Region Kastilien-León. 

## Lage und Klima
Die ca. 715 m hoch gelegene Gemeinde Casasola de Arión liegt in der Iberischen Meseta knapp 49 km (Fahrtstrecke) westsüdwestlich von Valladolid. Das Klima im Winter ist kalt, im Sommer dagegen warm bis heiß; der spärliche Regen (ca. 433 mm/Jahr) fällt verteilt übers ganze Jahr.

## Bevölkerungsentwicklung
| Jahr      | 1970 | 1981 | 1991 | 2001 | 2011 | 2021 |
| Einwohner | 644  | 479  | 425  | 353  | 314  | 235  |

Der Bevölkerungsrückgang den 1950er Jahren ist im Wesentlichen auf die Mechanisierung der Landwirtschaft und die Aufgabe von bäuerlichen Kleinbetrieben zurückzuführen (Landflucht). 

## Sehenswürdigkeiten

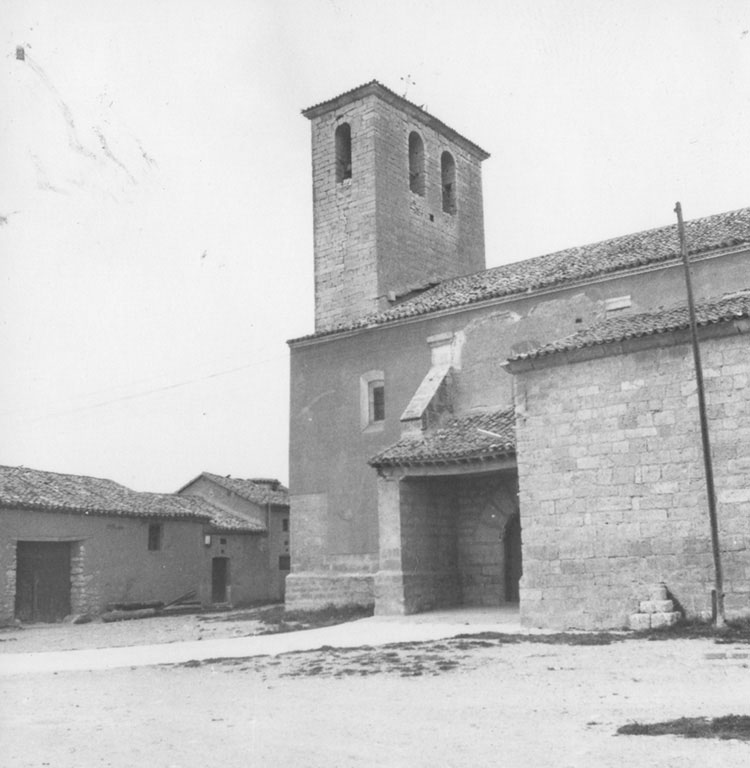
Kirche Mariä Himmelfahrt

- Kirche Mariä Himmelfahrt